# 大阪臨海熱供給
大阪臨海熱供給株式会社（おおさかりんかいねつきょうきゅう、英: Osaka Rinkai Energy Service Corporation）は、大阪府大阪市此花区に本店を構える熱供給事業者。

## 概要
近畿最大の電力会社である関西電力と、4大都市ガス会社の大阪ガスとが資本の大半を出資する。大阪ベイエリアに4ヶ所の供給地域を持つ。
1998年（平成10年）2月に関西電力・大阪ガス・住友金属工業・住友商事の出資により大阪此花臨海熱供給株式会社として発足。2002年（平成14年）12月に現社名に変更した。
2003年（平成15年）4月に供給事業の再構築により、株式会社りんくうエネルギーセンター、コスモスクエア熱供給株式会社との経営統合し、現在の体制となる。

## 沿革
- 1991年（平成3年）12月 - 大阪南港コスモスクエア地区での事業認可を取得する。
- 1992年（平成4年）5月 - 大阪りんくうタウン地区での事業認可を取得する。
- 1994年（平成6年）4月 - コスモスクエア熱供給株式会社が大阪南港コスモスクエア地区での供給を開始する。
- 1996年（平成8年）9月 - 株式会社りんくうエネルギーセンターが大阪りんくうタウン地区での供給を開始する。
- 1998年（平成10年）
  - 2月 - 大阪此花臨海熱供給株式会社として設立。
  - 3月 - 三宮駅南地区での事業認可を取得する。
  - 12月 - 大阪此花臨海地区での事業認可を取得する。
- 1999年（平成11年）4月 -  三宮駅南地区での供給を開始する。
- 2001年（平成13年）4月 - 大阪此花臨海地区での供給を開始する。
- 2002年（平成14年）
  - 11月 - 大阪ガスと関西電力は、平成15年4月1日を目標に、りんくうエネルギーセンター，コスモスクエア熱供給及び大阪此花臨海熱供給の3社を統合する方針を打ち出す[2] [3]。
  - 12月 - 大阪臨海熱供給株式会社に社名変更。
- 2003年（平成15年）4月 - コスモスクエア熱供給株式会社および株式会社りんくうエネルギーセンターから3地区の営業を譲受し、4地区にて営業。

## 事業内容
- 熱供給事業（冷水，温水および蒸気の供給），不動産の管理および賃貸ならびにそれらの受託業務等[4]

## 所在地
- 本社 - 大阪府大阪市此花区島屋5丁目1-202
- 此花熱供給センター - 大阪府大阪市此花区島屋5丁目1-202
- 南港熱供給センター - 大阪府大阪市住之江区南港北1-11-1
- りんくう熱供給センター - 大阪府泉佐野市りんくう往来南2-2
- 三宮熱供給センター - 兵庫県神戸市中央区御幸通8-1-6

## 供給地域
- 大阪此花臨海地区 - 大阪市此花区桜島2丁目，島屋6丁目
- 大阪大阪港コスモスクエア地区 - 大阪市住之江区南港北1丁目・2丁目の一部
- りんくうタウン地区 - 大阪府泉佐野市りんくう往来北・南地区
- 三宮駅南地区 - 神戸市中央区御幸通8丁目

## 関連会社
- 大阪ガス
- 関西電力
- 住友商事